# Don't Care
Don't Care prvi je EP američkog death metal-sastava Obituary. Diskografska kuća Roadrunner Records objavila ga je 26. srpnja 1994. Uradak je dobio ime po pjesmi sa studijskog albuma World Demise objavljenog iste godine.

## Popis pjesama
| 1.    | »Don't Care«           | 3:12 |
| 2.    | »Solid State«          | 4:39 |
| 3.    | »Killing Victim Found« | 5:05 |
| 12:56 |                        |      |

## Zasluge
Obituary
- John Tardy – vokali
- Trevor Peres – ritam gitara
- Allen West – glavna gitara
- Frank Watkins – bas-gitara
- Donald Tardy – bubnjevi